# Tinder
Tinder är en platsbaserad dejtingapp, som underlättar kommunikation mellan ömsesidigt intresserade användare att chatta om de matchas. Tinder grundades av Sean Rad, Jonathan Badeen, Justin Mateen, Joe Munoz, Dinesh Moorjani och Whitney Wolfe och lanserades 2012. Tjänsten ägs av Match Group Inc
Tinder är en "swipe"-app där användare använder en svepande rörelse för att välja mellan bilder från andra användare. Om man drar åt höger på en bild, finns potentialen att man matchar med någon, men om man drar åt vänster på en bild fortsätter man till nästa användare. Tinder finns tillgänglig för smartphones på både IOS samt Android.
Genom att använda GPS-funktionen i mobilen kan Tinder koppla ihop användare genom deras geografiska position.

## Användning
Två år efter att tjänsten lanserats registrerade man en miljard swipes om dagen.
En undersökning visade 2017 att bland alla svenska internetanvändare så hade 7 procent använt Tinder någon gång. Nästan alla Tinderanvändare i Sverige finns i åldersgruppen 16–35 år. Mellan 16 och 25 år använde mer än var fjärde man (27 %) och mer än var femte kvinna (21 %) Tinder.

## Tinder Select
I appen finns ett specialläge som Tinder kallar Tinder Select. För att få tillgång till detta läge krävs en inbjudan från Tinder, eller från en annan Tinder Select-medlem. Funktionen är avsedd för personer som anses speciellt "attraktiva", såsom VD:ar, supermodeller och andra inflytelserika, kända personer.

## Matchningsstrategier för män respektive kvinnor
Enligt en undersökning gjord på Queen Mary University ser matchningsfrekvensen mycket olika ut för män respektive kvinnor: av de män som kvinnor väljer är det 10 procent som väljer kvinnorna i retur. Av de kvinnor som män väljer är intresset ömsesidigt i 0,6 procent av fallen. Detta tvingar in män i en strategi där de gillar de flesta kvinnor de ser i appen i hopp om att få åtminstone en enda respons. Kvinnor å sin sida blir allt kräsnare och mer selektiva, säkra i vetskapen om att de alltid får respons.